# António da Conceição

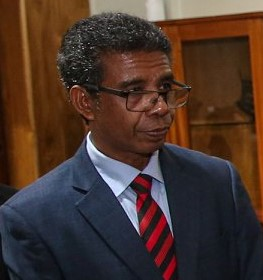
António da Conceição (2020)

António da Conceição, Kampfname Kalohan (deutsch Wolke,; * 8. Oktober 1964 in Leorema, Liquiçá, Portugiesisch-Timor) ist ein Politiker und Diplomat aus Osttimor.

## Werdegang

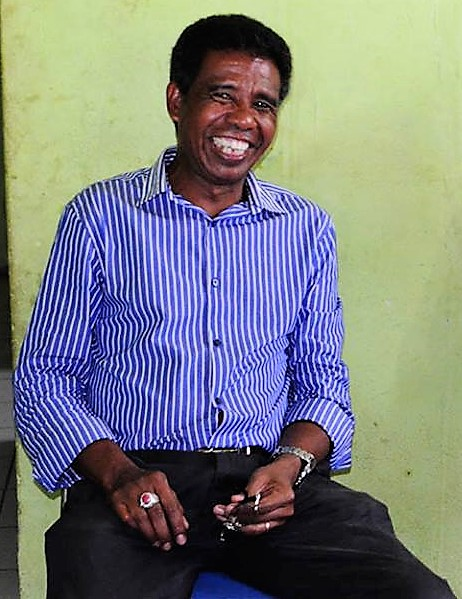
António da Conceição (2017)

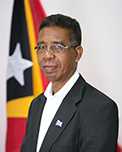
António da Conceição (2018)

Conceição ging bis 1975 im Colégio Infantil de Sagres in Maliana zur Schule und besuchte nach einer kurzen Unterbrechung dann das Priesterseminar Nossa Senhora da Fatima und das Colégio de São José. Von 1987 bis 1991 studierte er Philosophie und Theologie im indonesischen Malang.
In der indonesischen Besatzungszeit war Conceição Mitglied der Resistência Nacional dos Estudantes de Timor-Leste RENETIL. Er war der Regionalsekretär der RENETIL für Malang. Ab 1991 gehörte Conceição dem achtköpfigen Präsidium an und engagierte sich im Widerstand bis 1999. Mit anderen Mitgliedern der RENETIL gründete Conceição 2001 die Partido Democrático (PD).
1999 war Conceição der Executive Officer der Timor Aid aus Dili. In der zweiten Übergangsregierung Osttimors unter UN-Verwaltung von 2001 bis 2002 wurde er Berater zum Aufbau der Planungskommission. Danach absolvierte er von 2003 bis 2005 ein Masterstudium in internationale Beziehungen und strategische Studien an der Lancaster University in Großbritannien.
Bei den Parlamentswahlen in Osttimor 2012 trat Conceição auf der Liste der PD auf Platz 4 an. Da er aber am 8. August 2012 in der V. konstitutionellen Regierung unter Premierminister Xanana Gusmão zum Minister für Handel, Industrie und Umwelt vereidigt wurde, musste er auf seinen Sitz im Nationalparlament Osttimors verzichten. In der VI. konstitutionellen Regierung behielt Conceição sein Amt.
Am 2. Juni 2015 verstarb Fernando de Araújo (PD), Staatsminister, Koordinator für soziale Angelegenheiten und Minister für Bildung. Conceição folgte ihn in allen drei Ämtern mit seiner Vereidigung am 10. August. Nachfolger Conceiçãos als Handelsminister wurde Constâncio Pinto.
Im März 2016 kam es zum Bruch der Koalition zwischen CNRT und PD über den Streit um den militärischen Oberbefehlshaber und dem Konflikt zwischen Regierung und Parlament einerseits und Präsident Taur Matan Ruak andererseits. Um die Stabilität der Regierung zu gewährleisten erklärten Conceição und die anderen Mitglieder der PD im Kabinett ihren Parteiaustritt. Sie behielten ihre Ämter als unabhängige Politiker.
Trotzdem blieb Conceição Generalsekretär der PD und erklärte am 27. Januar 2017 schließlich seine Kandidatur bei den Präsidentschaftswahlen in Osttimor 2017 als Kandidat der PD. Bei der Abstimmung am 20. März erhielt Conceição 32,47 % der Stimmen und kam damit auf den zweiten Platz.
Bei den Parlamentswahlen in Osttimor 2017 gelang Conceição auf Listenplatz 2 der Einzug ins Nationalparlament. Er nahm jedoch nur am ersten Sitzungstag am 5. September 2017 teil und verzichtete dann zugunsten von Júlio Sarmento da Costa. Am 15. September wurde Conceição erneut zum Handels- und Industrieminister vereidigt und löste damit seinen Parteifreund Constâncio Pinto ab. Da die Minderheitsregierung sich im Parlament nicht durchsetzen konnte, löste es Präsident Francisco Guterres auf und rief zu Neuwahlen auf. Conceição gelang bei der Neuwahl am 12. Mai 2018 auf Platz 2 der PD-Liste der erneute Einzug ins Parlament, wo die PD nun zur Opposition gehört. Hier wurde er nun Mitglied in den parlamentarischen Kommissionen für Öffentliche Finanzen (Kommission C) und für Bildung, Jugend, Kultur und Bürgerrechte (Kommission G). Conceiçãos Amtszeit als Minister endete mit Antritt der VIII. Regierung Osttimors am 22. Juni 2018.

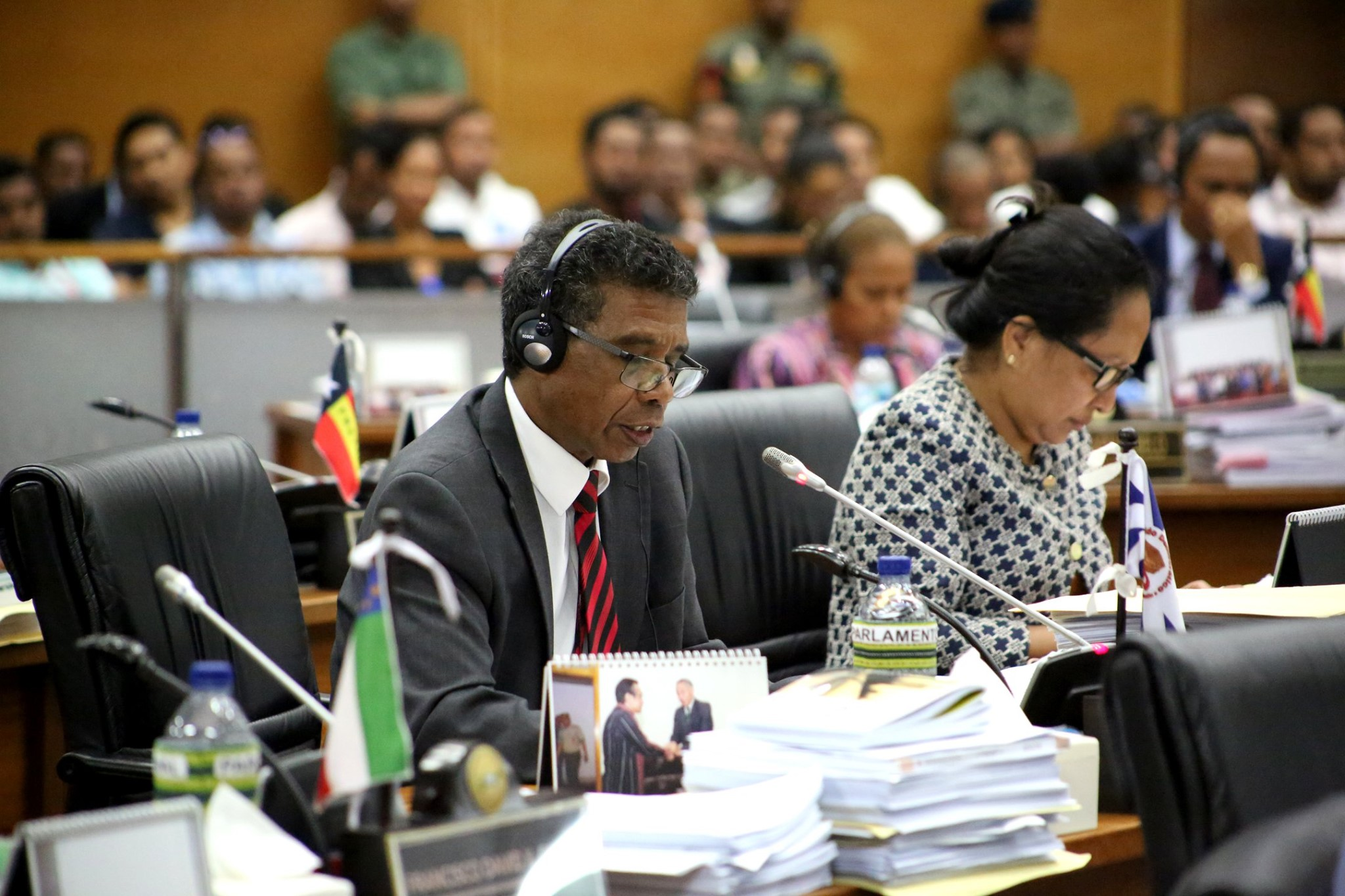
António da Conceição im Parlament (2020)

Am 13. November 2018 hob das Parlament mit 57 gegen drei Simmen, bei einer Enthaltung, die Immunität von Conceição als Abgeordneter auf, so dass nun vor dem Distriktsgericht von Baucau gegen ihn Anklage erhoben werden kann. Conceição hatte selbst den Antrag auf die Aufhebung gestellt, um sich den Vorwürfen stellen zu können. Sie beziehen sich auf seine Amtszeit als Handelsminister. In fünf Sucos von Vemasse war es 2014 nach der Ernte zu Versorgungsengpässen mit Nahrungsmitteln gekommen, weswegen die Suco-Chefs und der Administrator des Subdistrikts um humanitäre Hilfe baten. Conceição vereinbarte mit einem Händler die Lieferung von Reis, der zu einem niedrigen Preis an die dortige Bevölkerung verkauft werden sollte. Für eine kostenlose Verteilung fehlten die nötigen Daten über die Hilfsbedürftigen. Zwar hatte die Regierung den Kaufpreis für den Reis auf einem Konto hinterlegt, laut Conceição verkaufte der Administrator aber den Reis zu einem höheren Preis, als vereinbart. Der Administrator wurde daraufhin verhaftet. Conceição wird eine Beteiligung an den Geschäften vorgeworfen. In derselben Sitzung genehmigte das Parlament auch die Vernehmung von Mariano Sabino Lopes als Zeugen zu dieser Sache vor Gericht.
Bei den Parlamentswahlen 2023 kandidierte Conceição auf Platz 2 der Liste der  PD und zog wieder in das Nationalparlament ein. Gleich in der ersten Sitzung verzichtete Conceição wieder auf seinen Sitz im Parlament, erhielt aber kein Amt in der IX. konstitutionelle Regierung Osttimors. Daher kehrte Conceição in das Parlament zurück. Er wurde wieder Mitglied in der Kommission für Öffentliche Finanzen (Kommission C).
Am 12. Dezember 2023 wurde Conceição zum Botschafter in Indonesien vereidigt, am 22. Juli 2024 aber schon wieder von Roberto Soares abgelöst und Conceição kehrte ins Parlament zurück.
Am 12. Februar 2025 wurde Conceição als Nachfolger von Lurdes Maria Bessa als Vertreter Osttimors bei den Vereinten Nationen in Genf und Botschafter in der Schweiz vereidigt. Am 13. Mai 2025 übergab Conceição seine Akkreditierung für die Schweiz an Präsidentin Karin Keller-Sutter.

## Privates
Conceição ist verheiratet mit Fátima Néves Camões.